# François Prosper Hanrez
François Auguste Prosper Hanrez (Tienen, 14 november 1842 – Ukkel, 22 augustus 1920) was een Belgisch volksvertegenwoordiger en senator.

## Biografie
François Prosper Hanrez was een zoon van spoorwegbeambte en ingenieur Pierre Hanrez en Jeanne Grégoire. Hij trouwde met Marie Ramaeckers.
Hij promoveerde in 1861 tot burgerlijk ingenieur aan de Université de Liège. Hij doorliep een industriële carrière:
- ingenieur bij de door zijn vader gestichte Ateliers Hanrez et Compagnie in Monceau-sur-Sambre (1861-1864),
- hoofdingenieur bij de Société des Chemins de fer du Centre in Binche (1864-1869),
- directeur van de Société anonyme des Charbonnages réunis in Couillet,
- medestichter en directeur van Solvay et Compagnie in Dombasle bij Nancy (1869-1873),
- vennoot-bestuurder van Solvay et Compagnie.

Op politiek vlak was hij gemeenteraadslid van Sint-Gillis (1887-1895). In 1892 werd hij liberaal volksvertegenwoordiger voor het arrondissement Brussel als opvolger van Adrien d'Oultremont. Hij vervulde dit mandaat tot in 1894. In 1900 werd hij senator voor hetzelfde arrondissement. Dit mandaat vervulde hij tot aan zijn dood.
In 1913 werd binnen de Liberale Partij een commissie aangesteld die een nationale partijstructuur diende uit te werken. In dat kader werd in juli 1913 een Landsraad opgericht, die de liberale parlementsleden en vertegenwoordigers van de provinciale en arrondissementiële afdelingen met elkaar verenigde. Aan het hoofd van deze Landsraad kwamen Hanrez en volksvertegenwoordiger Charles Van Marcke de Lummen, wier functie te vergelijken viel met die van partijvoorzitter. Hanrez leidde de Landsraad tot aan zijn overlijden in augustus 1920, tot februari 1914 met Van Marcke de Lummen aan zijn zijde, vanaf dan met Albert Mechelynck als covoorzitter. Na de dood van Hanrez bleef Mechelynck als enige voorzitter over.

## Publicaties
- Note sur le générateur inexplosible à tubes d'eau, système Prosper Hanrez, Albert Droit, Parijs, Berger-Levrault, 1892.
- La Belgique, peut-elle conserver le Congo?, Antwerpen, De Cauwer, 1918.